# Tour d'Algérie 1973
Le Tour d'Algérie 1973 s'est déroulé du 19 mars au 31 mars, sur un parcours de 1 543 kilomètres d'Oran à  Alger. La course fut remportée par le coureur Pologne (en français : le coureur polonais) Stanisław Szozda.

## Parcours
La course se dispute sur un circuit découpé en cinq étapes allant d'Oran vers Sidi Bel Abbès pour une distance totale de 1543 kilomètres. Le peloton passera par Sidi Bel Abbès, Saïda, Tiaret, Aflou, Laghouat, Djelfa, Bou Saada, Biskra, Batna, Constantine, Sétif, Jijel, Tichy, Bejaia et enfin Tizi Ouzou jusqu'à l'arrivée à Alger.
| Étape      | Date    | Villes étapes          |                             | Distance (km) | Vainqueur d’étape      | Leader du classement général |
| ---------- | ------- | ---------------------- | --------------------------- | ------------- | ---------------------- | ---------------------------- |
| 1re étape  | 19 mars | Oran - Sidi Bel Abbès  |                             | 75            | Jürgen Kraft           | Jürgen Kraft                 |
| 2e étape   | 20 mars | Sidi Bel Abbès - Saïda |                             | 95            | Tibor Debreceni        |                              |
| 3e étape   | 21 mars | Saïda - Tiaret         |                             | 174           | Alexandre Gussiatnikov |                              |
| 4e étape   | 22 mars | Aflou - Laghouat       |                             | 110           | Gerrie Knetemann       |                              |
| 5e étape   | 23 mars | Djelfa - Bou Saada     |                             | 110           | Bas Hordijk            |                              |
| 6e étape   | 24 mars | Bou Saada - Biskra     |                             | 170           | Valeri Likhatchev      |                              |
| 7e étape   | 25 mars | Biskra - Batna         |                             | 117           | Imre Gera              |                              |
| 8e étape   | 26 mars | Batna - Constantine    |                             | 117           | Petr Matoušek          |                              |
| 9e étape   | 27 mars | Constantine - Sétif    |                             | 132           | Gerrie Knetemann       |                              |
| 10e étape  | 28 mars | Sétif - Jijel          |                             | 65            | Valeri Likhatchev      |                              |
| 11ea étape | 29 mars | Jijel - Bejaia         |                             | 96            | Dave Dailey            |                              |
| 11eb étape | 29 mars | Bejaia - Tichy         | Contre-la-montre individuel | 15            | Mieczysław Nowicki     |                              |
| 12e étape  | 30 mars | Bejaia - Tizi Ouzou    |                             | 158           | Bernt Johansson        |                              |
| 13e étape  | 31 mars | Tizi Ouzou - Alger     |                             | 109           | Valeri Likhatchev      | Stanisław Szozda             |

## Résultats

### Classements finals
| Classement général final | Classement général final | Classement général final | Classement général final  | Classement général final |
|                          | Coureur                  | Pays                     | Équipe                    | Temps                    |
| ------------------------ | ------------------------ | ------------------------ | ------------------------- | ------------------------ |
| 1er                      | Stanisław Szozda         | Pologne                  | LKS Ziemia Opolska        | en                       |
| 2e                       | Alexandre Yudine         | Union soviétique         | Équipe cycliste de l'URSS | +                        |
| 3e                       | Sabki Mhamed             | Algérie                  | Équipe nationale Algérie  | +                        |
| modifier                 |                          |                          |                           |                          |